# Jean-Dominique Lafay
Pour les articles homonymes, voir Lafay.
Jean-Dominique Lafay, né à Poitiers, est un économiste français, membre du Cercle des économistes.

## Biographie

### Jeunesse et études
Il naît à Poitiers d'un père ingénieur. ll obtient un doctorat d’État en économie, ainsi que l'agrégation d'économie.

### Parcours professionnel
Il enseigne à l'université de Poitiers durant la première partie de sa carrière. Il devient doyen de faculté à l'âge de 28 ans, puis vice-président.
Il a été vice-chancelier des universités de Paris de 2002 à 2005. Il gère notamment le transfert de l'université Paris-Diderot sur la ZAC Paris Rive Gauche. 
Il a été directeur du CNOUS d'avril 2005 à juin 2006.
Il est professeur à l'université de Paris I Panthéon-Sorbonne, et est membre de son Laboratoire d'économie publique. Il a animé des cours et des séminaires à l'École nationale d'administration, à l'université Paris-Dauphine, à l'université Harvard et à l'université Stanford. Il a dirigé plus de trente-cinq thèses.
Il a aussi été directeur scientifique « droit, économie, gestion » au Ministère de l'Éducation nationale, de la Recherche et de la Technologie.

## Ouvrages
- L'économie mixte, 1re éd. (avec Jacques Lécaillon), Presses universitaires de France, 1992.
- Analyse macro-économique, 3e édition (avec Jacques Lécaillon), Cujas, 1993
- La Faisabilité politique de l'ajustement dans les pays en développement (avec S. Haggard et C. Morrisson), OCDE, 1995

## Référence
1. ↑  « lecercledeseconomistes.asso.fr… »(Archive.org • Wikiwix • Archive.is • Google • Que faire ?).
2. 1 2 3  « Jean-Dominique Lafay », sur Les Echos, 30 mai 2005 (consulté le 28 juin 2020)
3. ↑  theses.fr, « theses.fr - Jean-Dominique Lafay », sur theses.fr